# جلدک
جلدک یک منطقه مسکونی در ولسوالی ترنگ و جلدک استان زابل کشور افغانستان است. ارتفاع این ناحیه ۱۳۹۵ بالاتر از سطح دریا است. این روستا در شمال غربی قندهار جای دارد.